# Madonna Medici (Miguel Ángel)
La Madonna Medici es una escultura de Miguel Ángel de los años 1521-34, de la tipología de Virgen con niño que se encuentra en la Sacristia Nuova de la Iglesia de San Lorenzo en Florencia. Es una escultura exenta de mármol de 2,26 metros, que forma parte de un conjunto escultórico, está situada delante del altar de la sacristía, creando así el núcleo de composición de toda la capilla.

## Historia
En 1521 se empieza a tener noticias cuando el propio Miguel Ángel va a Carrara a elegir el mármol para realizar esta escultura, la Madonna Medici fue la obra con la que empezó el conjunto escultórico que conforma la Sacristía Nuova de San Lorenzo.
La Madonna en un primer proyecto estaba planteada para ir en un nicho de la sacristía, cerrada y en penumbra, alzada sobre las otras dos tumbas que se proyectaron y no se llegaron a hacer. Se optó por colocar a la Virgen en el centro, flanqueada por dos esculturas que dirigen la mirada hacia ella; San Cosme y San Damián, obras realizadas por Giovanni Angelo Montorsoli i Raffaello di Montelupo, respectivamente, siguiendo el proyecto de Miguel Ángel.
La escultura de la virgen quedó sin terminar después de que Miguel Ángel marchara de Florencia en 1534, y después de la lentitud del proceso escultórico hizo que no se pudiera terminar el proyecto a tiempo y por eso dejó relegadas las dos esculturas de los santos a dos discípulos de su taller.
El conjunto dialoga con las esculturas de los Duques de Medici, ya que las dos esculturas de los duques dirigen la mirada a la Virgen con el niño.

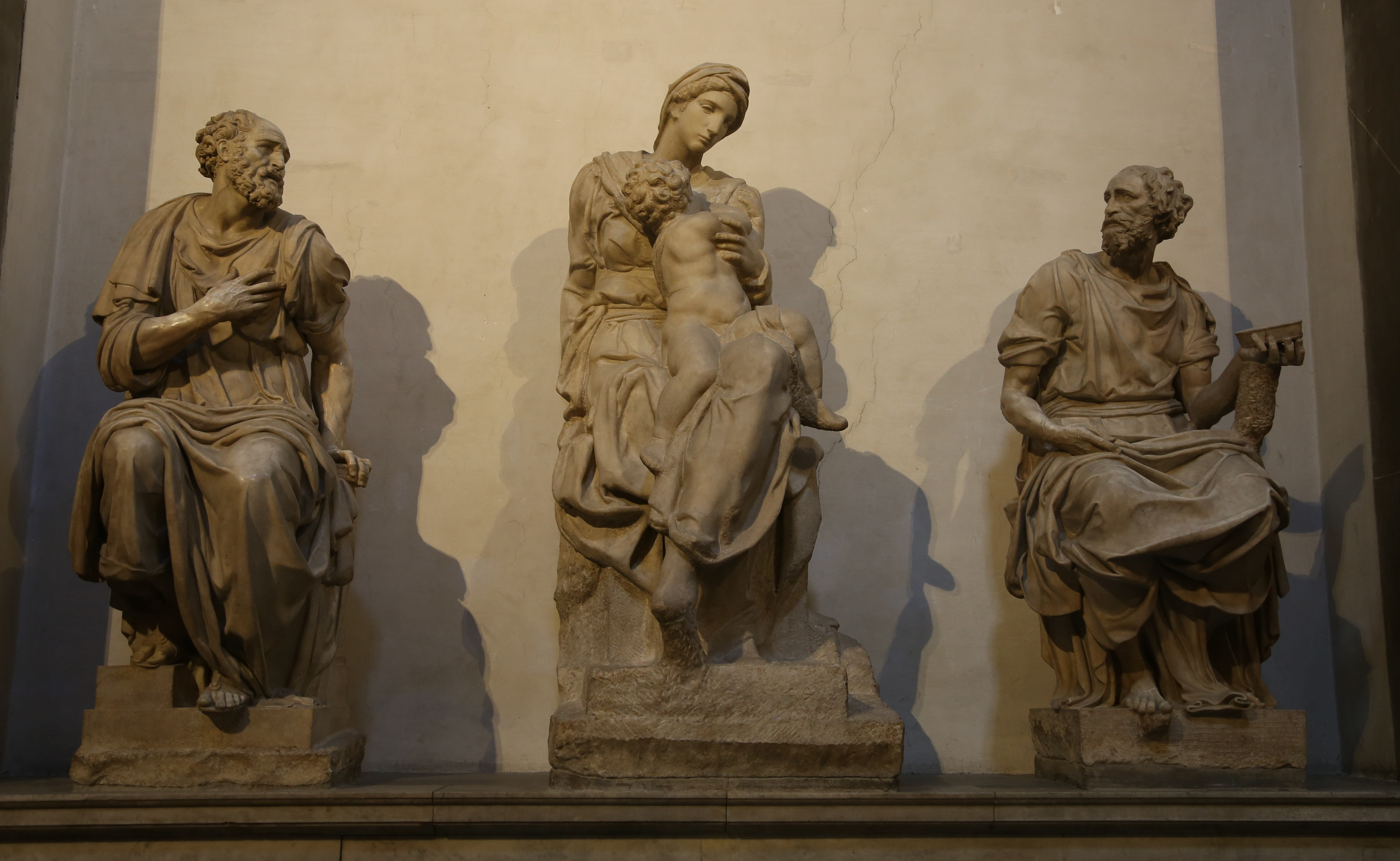
Montorsoli, Sant Cosme, c. 1534 (izquierda), Miguel Ángel, Madonna Medici, 1521-31 (centro), Montelupo, Sant Damián, c. 1534 (derecha)

## Primera obra manierista de Miguel Ángel
Según el autor Anthony Betram, la virgen es la primera obra de Miguel Ángel que se puede considerar manierista. Aunque Miguel Ángel no se puede encasillar en ningún estilo, a partir de esta obra Miguel Ángel desarrollará un estilo hacia estas formas dichas manieristas. Miguel Ángel sigue trabajando en esta obra hasta el 1531 pero finalmente queda inacabada, aunque el niño Jesús si que parece tener un aspecto más acabado.
La figura de la Virgen tiene unas proporciones alargadas, responde a un cànon de cabeza pequeña y cuello alargado, solo uno de los pies toca el suelo, aportando así mucha ligereza a la figura. Se puede apreciar un especial contacto maternal con el niño, que está en posición frontal pero a la vez retorcido, teniendo un contacto hacia la madre y dando la espalda a la visión frontal, creando un conjunto con una forma serpentinata, trabajada por todos los lados consiguiendo así diferentes puntos de vista. Por tanto la obra reúne características propias del manierismo y suponen una superación de la tradición y el clasicismo. Tanto la Virgen como el niño se han de entender como una sola figura que representa una idea cíclica de la vida.

Formalmente contrasta con una de las obras que podía haber sido un referente para Miguel Ángel que se encontraba en la misma iglesia de San Lorenzo, se trata de un icono del trecento, la Madonna de San Zanobi, que según el autor Alexander Nagel afirma que Miguel Ángel la tomó como referente para crear su Madonna. Repite la temática de la Madonna lactans, pero con una independencia respecto el tratamiento de la antigüedad y hacia una visión moderna de la escultura por la postura retorcida y la mirada lejana de la Virgen. 

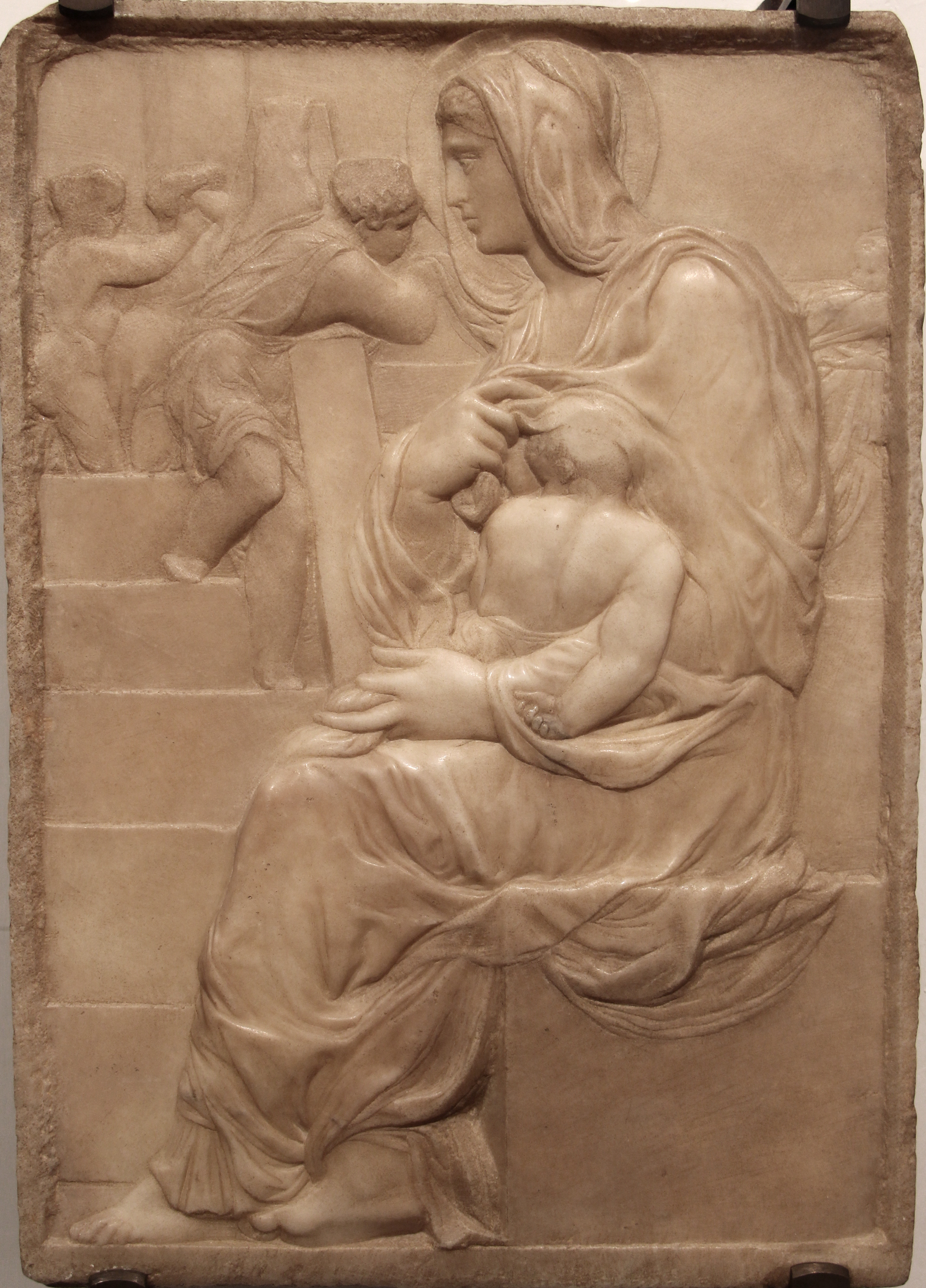
Madonna de l’scala, 1491, 55,5 x 40 cm, Casa Buonarroti, Florencia

## OtrasMadonnasde Miguel Ángel
Miguel Ángel ya había trabajado anteriormente el tema de la Madonna y el niño en otras de sus obras como la Madonna della Scala (1491), la Madonna Medici llega a un proceso de desarrollo en la interpretación de este tema que pasa de un tratamiento clásico como en la Madonna de Brujas (1501-1504), hasta un tratamiento manierista donde el planteamiento de la escultura está hecho con mucho dinamismo, el niño está en una actitud inquieta, en pleno movimiento que contrasta con la tranquilidad y serenidad de la Virgen.
La Madonna della Scala y la Madonna Medici se pueden equiparar ya que en ambas la madre esta sentada sobre un bloque, en actitud protectora, recogiendo al niño aunque no hay contacto con la mirada porque la Virgen esta mirando lejos como si viera el destino que le espera a su hijo. En ambas obras la figura del niño no responde a un cuerpo de niño, son figuras muy corpulentas, según el autor Charles de Tolnay, la figura del niño está inspirada en la luneta de José y Jacob de la Capilla Sixtina.

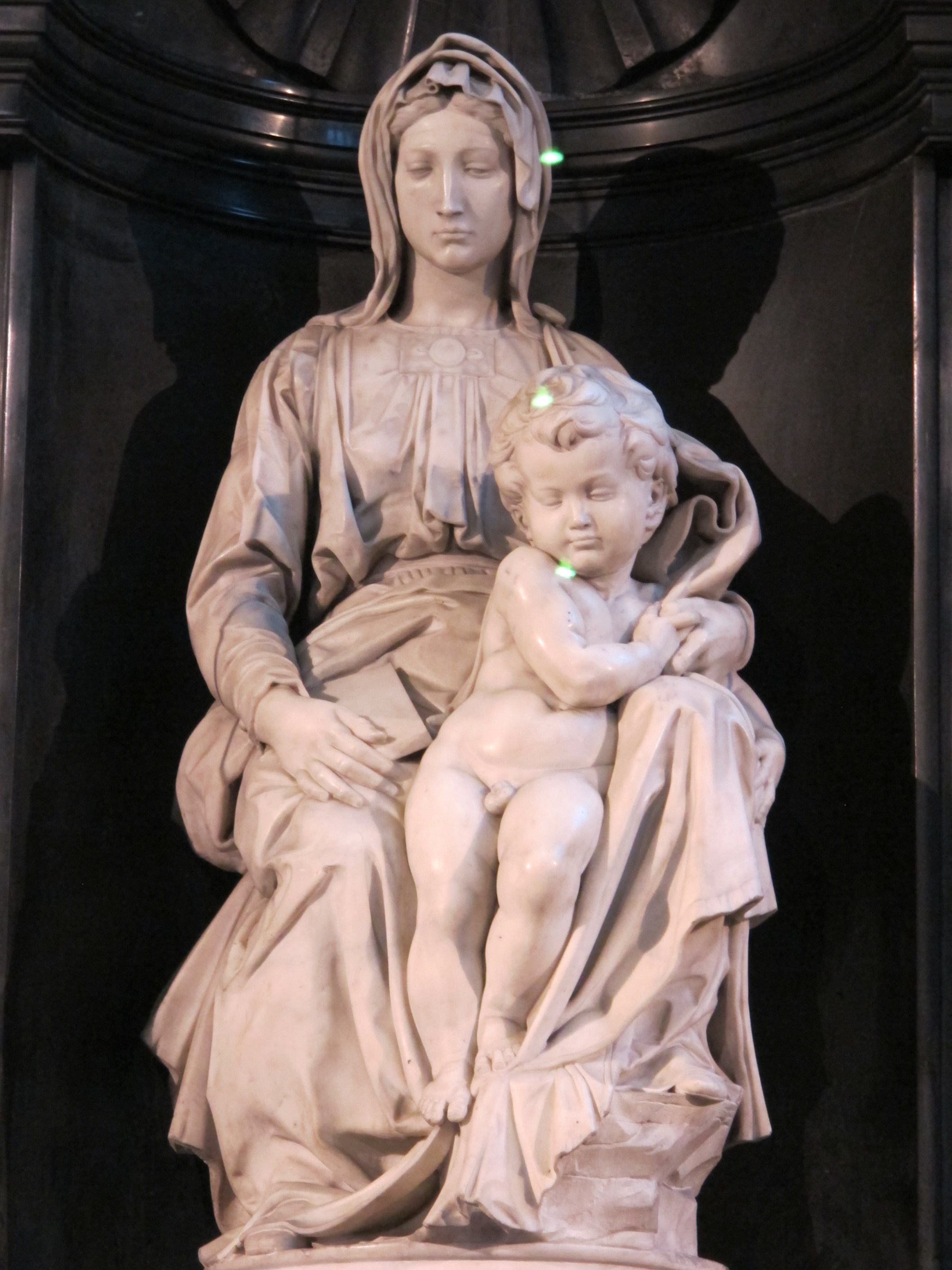
Madonna de Bruges, 1501-04, 123 cm, Iglesia de Nuestra señora de Brujas